# South Coast United SC
South Coast United je hrvatski nogometni klub iz Wollongonga, Australija osnovan 1984. godine. 
Klub igra domaće utakmice na "Sir Ian McLennan Parku". Stadion ima 500 stojećih i 5.000 sjedećih mjesta. Klub je bio domaćin australsko-hrvatskog nogometnog turnira 1994. i 2014. godine. Odlukom Australskog nogometnog saveza iz 1992. godine, svi klubovi su iz svojih naziva morali izbaciti nacionalna obilježja, tako da je tadašnja South Coast Croatia promijenila ime u "South Coast United".